# CodeRush (программа)
CodeRush — плагин для рефакторинга и повышения производительности, разработанный компанией DevExpress. Плагин расширяет изначальную функциональность Microsoft Visual Studio версий .NET 2012, 2013, 2015, 2017, 2019, 2022

## Обзор
CodeRush использует ситуативный статический анализ кода (выявление ошибок на лету без необходимости компиляции), поддерживает дополнительные возможности для выявления и коррекции ошибок, автозавершение кода, навигацию, поиск, подсветку синтаксиса, форматирование, создание и оптимизацию кода, выполняет более 180 автоматических улучшений, упрощенное модульное тестирование при помощи NUnit, XUnit, MbUnit и MSTest, а также прочие возможности.

## Возможности
Ниже представлен список из некоторых возможностей CodeRush:
- Инструменты визуализации кода[2]: выделение блока кода при помощи ключевых слов #region и #endregion, позволяя их сворачивать и разворачивать; подсказки (указывают, какая строка будет выполнена следующей) по выполнению потока кода к ключевым словам (continue, break, throw, return для C# и Raise, Return, Exit Sub, Exit Do для Visual Basic); иконки, отмечающие область видимости (Protected Internal, Internal, Protected, Private) и тип члена (Field, Method, Property, Class, Struct, Interface), форма быстрого поиска по нажатию кнопки Ctrl, подсветка синтаксиса.

- Инструменты продвинутого выделения кода[3]: выделение сразу логическими блоками кода по нажатию Num + или Ctrl+W; быстрое комментирование выделенных блоков кода; инверсия выделения; встраивание ключевых слов («try/finally» или «if/else», например) в выделенный блок.

- Инструменты работы с буфером обмена[4]: умное вырезание и копирование (при нажатии клавиш копирования или вырезания при курсоре, установленном на ключевом слове, происходит автоматическое выделение всего логического блока кода, относящегося к этому ключевому слову, и его вырезание/копирование); интеллектуальная вставка с возможность настройки автозамены кода; готовые шаблоны кода.

- Инструменты навигации и поиска[5]: продвинутый поиск по коду, облегчающий поиск нужных обработок выбранных методов/функций, маркеры для цветового выделения интересуемого фрагмента кода; быстрое переключение между маркерами; быстрая навигация, позволяющая по введенной части наименования быстро перейти к нужному фрагменту кода.

- Шаблоны кода[6]: умные шаблоны кода, позволяющие при вводе определённых сокращений автоматически подставлять стандартные фрагменты текста (например, «mb[» для объявления метода, возвращающего массив булевых значений); интеллектуальное объявление классов и их членов, позволяющее сочетанием клавиш автоматически подстанавливать объявление типов/переменных/классов и т.д., а также выполнять автоматическую замену типа «Left» на «Right», «Top» на «Bottom» и т. д.; связанные идентификаторы, позволяющие менять сразу несколько идентификаторов, редактируя лишь один из них (то есть реализация принципа «меняешь один — меняешь все»); текстовые поля для удобства редактирования кода; автоматическое добавление ссылки на используемое пространство имён; маркеры для быстрого переключения между редактируемыми блоками кода.

- Запуск модульных тестов[7]: возможность выполнения модульных тестов разными способами с поддержкой платформ NUnit, XUnit, MbUnit и MSTest, а также динамически генерируемые тесты; возможность расширения поддержки путём добавления новых тестовых платформ.

- Расширяемость[8]: регистрация пользовательских типов для использования в шаблонах; настройка обработки выделенного фрагмента кода; настройка шаблонов; настройка плагинов; поддержка сообществом разработчиков плагинов.

## Дополнения
CodeRush поставляется с API для разработчиков, позволяющим создавать сторонние плагины, расширяющие базовую функциональность CodeRush, как например:
- Class Cleaner
- Visual Studio Spell Checker
- Documentor
- Method Preview
- Enterprise Library Configuration Tool Launcher
- Commenter
- Copy Project и другие

## Награды
Данная разработка неоднократно получала награды в различных журналах, конференциях и веб-сайтах. Среди них:
- Best of TechEd08[11].
- Лучшее дополнение 2009 по версии читателей журнала ASP.NET Pro (ASP.NET Pro Magazine 2009 Readers Choice Awards)[12].